# Palco (Kansas)
Palco est une ville américaine située dans le comté de Rooks, au Kansas. Selon le recensement de 2020, sa population est de 208 habitants.